# دیک اسکات
دیک اسکات (انگلیسی: Dick Scott؛ ۲۶ اکتبر ۱۹۴۱ – ۱۱ فوریه ۲۰۱۸) یک بازیکن فوتبال اهل بریتانیا بود.
از باشگاه‌هایی که در آن بازی کرده‌است می‌توان به باشگاه فوتبال نوریچ سیتی، باشگاه فوتبال لینکولن سیتی، باشگاه فوتبال اسکانتورپ یونایتد و باشگاه فوتبال کاردیف سیتی اشاره کرد.